# Bekesbourne-with-Patrixbourne
Bekesbourne-with-Patrixbourne est une paroisse civile du Kent, en Angleterre.